# 穆特山 (阿爾高阿爾卑斯山脈)
47°16′0″N 10°18′0″E / 47.26667°N 10.30000°E

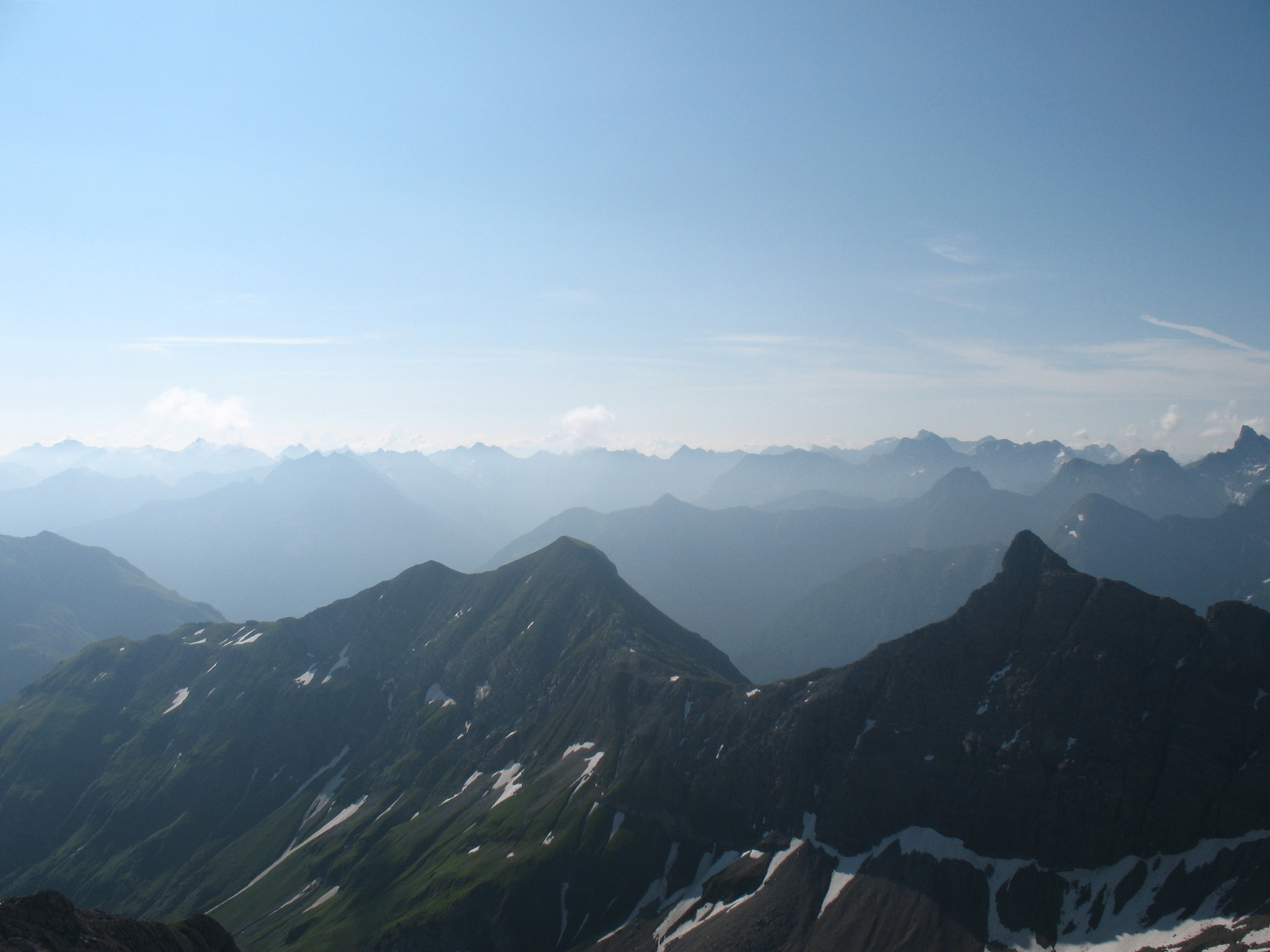

穆特山（德語：Muttekopf），是奧地利的山峰，位於該國西部，由蒂羅爾州負責管轄，屬於阿爾高阿爾卑斯山脈的一部分，距離首都維也納500公里，海拔高度2,431米，每年平均降雨量1,730毫米。